# Halid Musić
Halid Musić är en bosnisk folkmusiker, sazspelare och skådespelare från Tuzla. Han började sin karriär 1980 med gruppen "Sijelo" vars andra medlemmar var Mejra, back up-vokalist, och två fiolspelare och omkring 1983 släppte de ett självbetitlat album. Musić inledde så småningom en solokarriär.
År 1992, precis innan kriget i Bosnien bröt ut, uppträdde Musić i huvudstaden Sarajevo på en konsert vars syfte var att ge ett budskap om fred, att bosnier, serber och kroater borde kunna leva tillsammans. Han medverkade i TV-filmen Den första zigenaren i rymden.

## Diskografi
- Sijelo
- Pritisak mi skoćio
- Švabicu sam zapalio
- Muštuluk
- Crven fesić nosimo
- Nema boljeg jorgana od Muje
- Nema pjesme bez seljaka
- Daj mi mala
- Pinđi linđi